# Abrud
Abrud (în maghiară Abrudbánya, în germană Großschlatten, Grossschlatten, Altenburg, în latină Colonia Auraria Maior) este un oraș în județul Alba, Transilvania, România, format din localitățile componente Abrud (reședința), Abrud-Sat, Gura Cornei și Soharu.
Între 1918 și 1950, orașul Abrud, pe atunci comună, a fost reședință de unitate administrativă sub-divizionară de ordin doi (plasă) în cadrul județului interbelic Alba, sub numele omonim de plasa Abrud.
Pe Harta Iosefină a Transilvaniei din 1769-1773 (Sectio 136), localitatea apare sub numele de „Abrud Banya”. De-a lungul unei văi („Váljé Korna”) la 1–2 km sud-est de Abrud, pe hartă sunt marcate mai multe șteampuri de prelucrare a minereurilor de aur („Stampf-Mühlen”).

## Denumire
Încă de la descoperirea Tăblițelor romane cerate de la Roșia Montană în 1786, filologul german Hans Ferdinand Massmann a pus numele localității în legătură cu denumirea antică a minelor din zonă, Alburnus Maior, presupunând o formă intermediară Albrud. De asemena menționa similaritatea cu numele tracic Abrutum, localitatea din Moesia unde armatele romane conduse de Decius au suferit o înfrângere din partea goților. 
Unii autorii maghiari consideră că românescul Abrud provine din varianta maghiară Obruth, așa cum apare menționat prima dată în 1271, dar care la rândul ei ar proveni din cuvântul dacic pentru aur, "obrud". 
Lingvistul Nicolae Drăganu arată că forma românească, (cu A) este cea originală, folosită de dacii romanizați, în timp ce forma maghiară (pronunțată cu O) vine printr-un intermediar slav. 

## Geografie
Orașul Abrud este situat în depresiunea Abrudului, un spațiu dominat de un relief vălurit, modelat la contactul dintre Muntele Găina și Munții Metaliferi, în estul a ceea ce se numește Țara Moților. Înspre nord, Abrudul este străjuit de Dealul Băieșilor (872 m), Dealul Hebatului (902 m) și Dealul Orzena (868 m), iar înspre sud de Dealul Ciuta (899 m) și Vârful Stiurt (941 m). În est, se înalță Vârful Citera (830 m), Piatra Rară (880 m) și Dealul Lazărului (817 m).

## Stemă
Stema orașului Abrud se compune dintr-un scut triunghiular cu marginile rotunjite. În câmpul scutului, pe fond albastru, se află un animal fantastic denumit grifon, de aur, cu cap de pasăre, limbă roșie și aripile desfăcute, ținând în gheare două ciocane de argint. Scutul este timbrat de o coroană murală de argint cu 3 turnuri crenelate. 

Semnificațiile elementelor însumate: 

Elementele stemei sunt preluate din vechea stemă a orașului, care era cunoscut încă din antichitate ca un important bazin minier aurifer. Coroana murală cu 3 turnuri crenelate semnifică faptul că localitatea are rangul de oraș.

## Istoric
Orașul se extinde de-a lungul râului omonim, la poalele Dealului Știurt, păstrând în perimetrul său urmele așezării daco-romane „Abruttus”, probabil un „vicus”, lângă care exista și o mică fortificație cu rol de observație și de apărare a marelui centru aurifer din apropiere, „Alburnus Maior” (azi: Roșia Montană). Fortificația romană din punctul “Cetățeaua” de la Abrud este înscrisă pe lista monumentelor istorice din județul Alba elaborată de Ministerul Culturii și Patrimoniului Național din România în anul 2010.
Localitatea este atestată documentar din 1215. Din documentele medievale reiese că, începând din 1427, așezarea a devenit „oraș” („civitas”), căpătând totodată unele privilegii, așa încât a reprezentat al doilea centru important al Țării Moților, alături de Câmpeni. În 1491 i s-a acordat statutul de oraș liber.
Localitatea era renumită în timpul romanilor pentru bogatele zăcăminte aurifere. În Abrud se afla un Colegiu al Aurarilor („Collegium aurariarum"). Tot aici s-au găsit multe vestigii romane, printre care și trei table cerate.
Orașul a participat la mișcarea lui Sofronie de la Cioara (1759-1761) și a fost unul dintre centrele răscoalei populare din Transilvania conduse de Horea, Cloșca și Crișan (1784) și ale revoluției din 1848, suferind astfel distrugeri în timpul acelor evenimente.
În perioada interbelică, Abrud a fost reședința plășii Abrud.
Locuitorii se ocupă cu mineritul (la zăcămintele de minereuri complexe de la Roșia Montană) și cu creșterea animalelor.

## Demografie
Componența etnică a orașului Abrud
     Români (88,37%)
     Maghiari (1,15%)
     Alte etnii (0,69%)
     Necunoscută (9,79%)
Componența confesională a orașului Abrud
     Ortodocși (83,05%)
     Baptiști (2,39%)
     Penticostali (1,51%)
     Alte religii (2,55%)
     Necunoscută (10,5%)
Conform recensământului efectuat în 2021, populația orașului Abrud se ridică la 4.360 de locuitori, în scădere față de recensământul anterior din 2011, când fuseseră înregistrați 5.072 de locuitori. Majoritatea locuitorilor sunt români (88,37%), cu o minoritate de maghiari (1,15%), iar pentru 9,79% nu se cunoaște apartenența etnică. Din punct de vedere confesional, majoritatea locuitorilor sunt ortodocși (83,05%), cu minorități de baptiști (2,39%) și penticostali (1,51%), iar pentru 10,5% nu se cunoaște apartenența confesională.
|  | Graficele sunt indisponibile din cauza unor probleme tehnice. Mai multe informații se găsesc la Phabricator și la wiki-ul MediaWiki. |

Date: Recensăminte sau birourile de statistică - grafică realizată de Wikipedia

## Politică și administrație
Orașul Abrud este administrat de un primar și un consiliu local compus din 13 consilieri. Primarul, Radu-Marcel Tuhuț[*], de la Partidul Social Democrat, este în funcție din 1 noiembrie 2024. Începând cu alegerile locale din 2024, consiliul local are următoarea componență pe partide politice:
|  | Partid                          | Consilieri | Componența Consiliului | Componența Consiliului | Componența Consiliului | Componența Consiliului | Componența Consiliului | Componența Consiliului |
|  | ------------------------------- | ---------- | ---------------------- | ---------------------- | ---------------------- | ---------------------- | ---------------------- | ---------------------- |
|  | Partidul Social Democrat        | 6          |                        |                        |                        |                        |                        |                        |
|  | Partidul Național Liberal       | 4          |                        |                        |                        |                        |                        |                        |
|  | Alianța pentru Unirea Românilor | 2          |                        |                        |                        |                        |                        |                        |
|  | Kopenetz Lorand-Márton          | 1          |                        |                        |                        |                        |                        |                        |

## Transporturi

### Rețeaua rutieră
Zona de circulație rutieră este formată din DN74 - Alba Iulia - Abrud - Brad, DN74A Abrud - Câmpeni, DJ742 Abrud - Corna, DC116 Abrud - Soharu. Există legături rutiere operaționale cu orașele: Alba Iulia, Deva, Brad, Oradea, Câmpeni, Turda, Cluj. Lungimea străzilor orășenești este de 56 km din care 18 km sunt modernizați. 

### Rețeaua de căi ferate
Linia ferată îngustă Abrud - Turda are punct final localitatea Abrud; aici există o gară. Gara este înscrisă pe lista monumentelor istorice din județul Alba, elaborată de Ministerul Culturii si Patrimoniului Național din România în anul 2010. “Mocănița” circulă ocazional între Abrud și Câmpeni (curse turistice locale).

### Amplasarea față de aeroporturi
Orașul Abrud este amplasat la 140 km de aeroportul Cristian - Sibiu și 135 km de aeroportul Someșeni - Cluj Napoca.

## Clădiri istorice
Următoarele clădiri din Abrud sunt înscrise pe lista monumentelor istorice din județul Alba elaborată de Ministerul Culturii și Patrimoniului Național din România în anul 2010.
- Biserica „Sfinții Apostoli” (sec. XVIII)
- Biserica romano-catolică (sec. XIV-XVIII, str.Detunata nr.2). Biserica a fost înzestrată cu picturi murale datând din secolele XIV-XV, în care erau prezente, alături de scene aparținând iconografiei apusene („Martiriul Sf. Erasmus“), scene comentate cu inscripții chirilice, dovedind participarea unui zugrav român.
- Casă și poartă (sec.XIX, str.Detunata nr.25)

### Vechea mănăstire
Mănăstire mică, înființată de ortodocși, pe la mijlocul secolului al XVIII-lea pe râul Cernița, în locul numit Poceveliște. În pofida ordinului de distrugere a mănăstirilor ortodoxe din Ardeal, emis de generalul Adolf von Buccow în anul 1761, mănăstirea ortodoxă a scăpat neatinsă. Pe timpul lui Dionisie Novacovici avea un singur călugăr.

## Obiective turistice
- „Casa lui Ioan Buteanu”, unul dintre cei mai apropiați colaboratori ai lui Avram Iancu; aici a avut loc la 3 aprilie 1848 adunarea revoluționarilor români din Munții Apuseni.
- „Casa tribunului Ioan Șuluțiu”, creator al artileriei moților, gazdă a revoluționarilor A. Golescu și B. Iscovescu din Țara Românească.
- „Casa lui Ioan Boeriu”, vice-prefect și primar al Abrudului între 1848-1849.
- „Casa memorială Alexandru Ciura”, locuința părintească a scriitorului Alexandru Ciura (1876-1936); aici a avut loc întâlnirea dintre Nicolae Bălcescu și Avram lancu. Clădirea găzduiește o expoziție permanentă de documente referitoare la istoria Abrudului, îndeosebi din anii 1848-1849.
- Busturi: Memoria lui Horea, Avram Iancu și Ioan Buteanu, este evocată de busturile acestora ridicate în centrul orașului.
- „Monumentul Eroilor Neamului”, amplasat în cimitirul Bisericii Ortodoxe din Abrud, a fost ridicat în memoria Eroilor Români care s-au jertfit în Primul Război Mondial. Obeliscul are o înălțime de 2 m și este realizat din gresie cioplită, în timp ce împrejmuirea este asigurată de gardul cimitirului. Pe fața de vest, cât și pe cea de est, există câte un înscris memorial. Un alt înscris se găsește și pe placa de marmură de pe fațada Obeliscului: „În amintirea Eroului nostru, Carol Sturza, căzut în luptă - 1916”.

## Personalități
- Vasile Coloși (1779-1814), preot greco-catolic și filolog;
- Alexandru Sterca-Șuluțiu (1794-1867), mitropolit greco-catolic;
- Ioan Sterca-Șuluțiu (1796 - 1858), funcționar cameral în administrația Transilvaniei, proprietar de mine de aur, fratele lui Alexandru Sterca-Șuluțiu;
- Alexandru Ciura (1876 - 1936), preot, prozator și publicist;
- Anton Kagerbauer (n. 1814 - 1872), arhitect;
- Ion Hebedeanu (n. 1925), sportiv la schi fond;
- Ovidiu Bic (n. 1994), fotbalist.

## Galerie de imagini

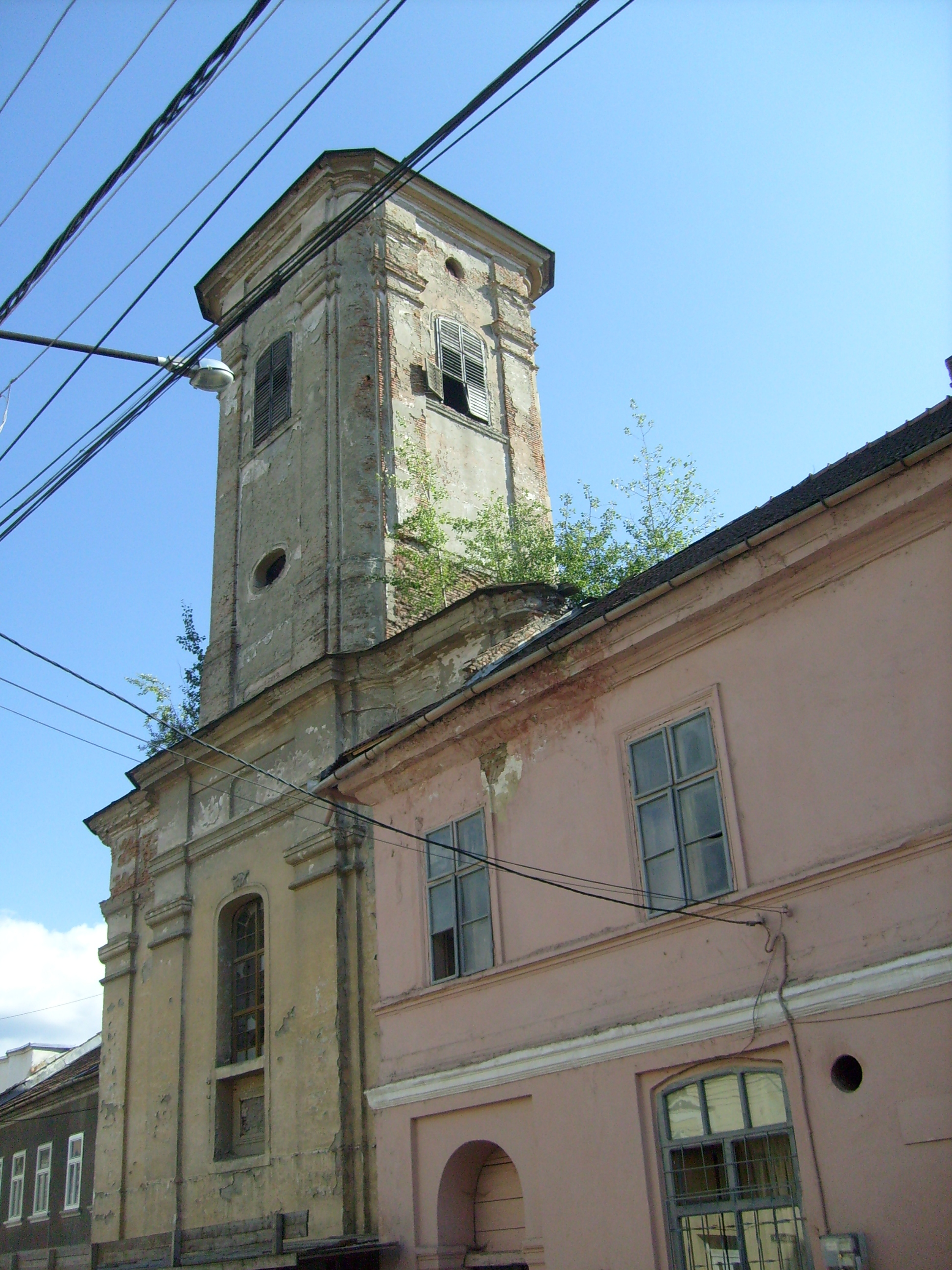
Biserica Unitariană din Abrud
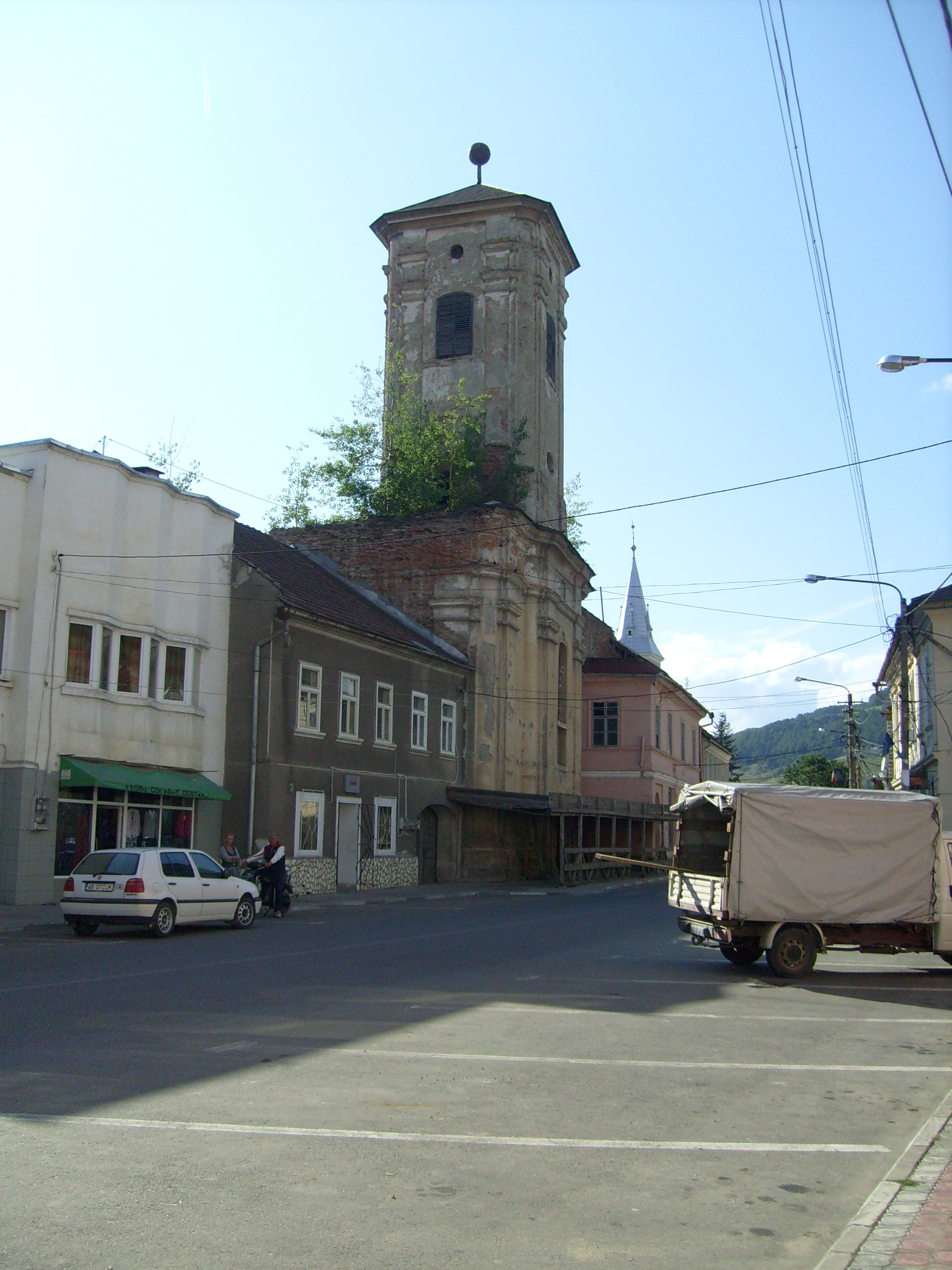
Biserica Unitariană și Biserica Reformată (în plan secund)
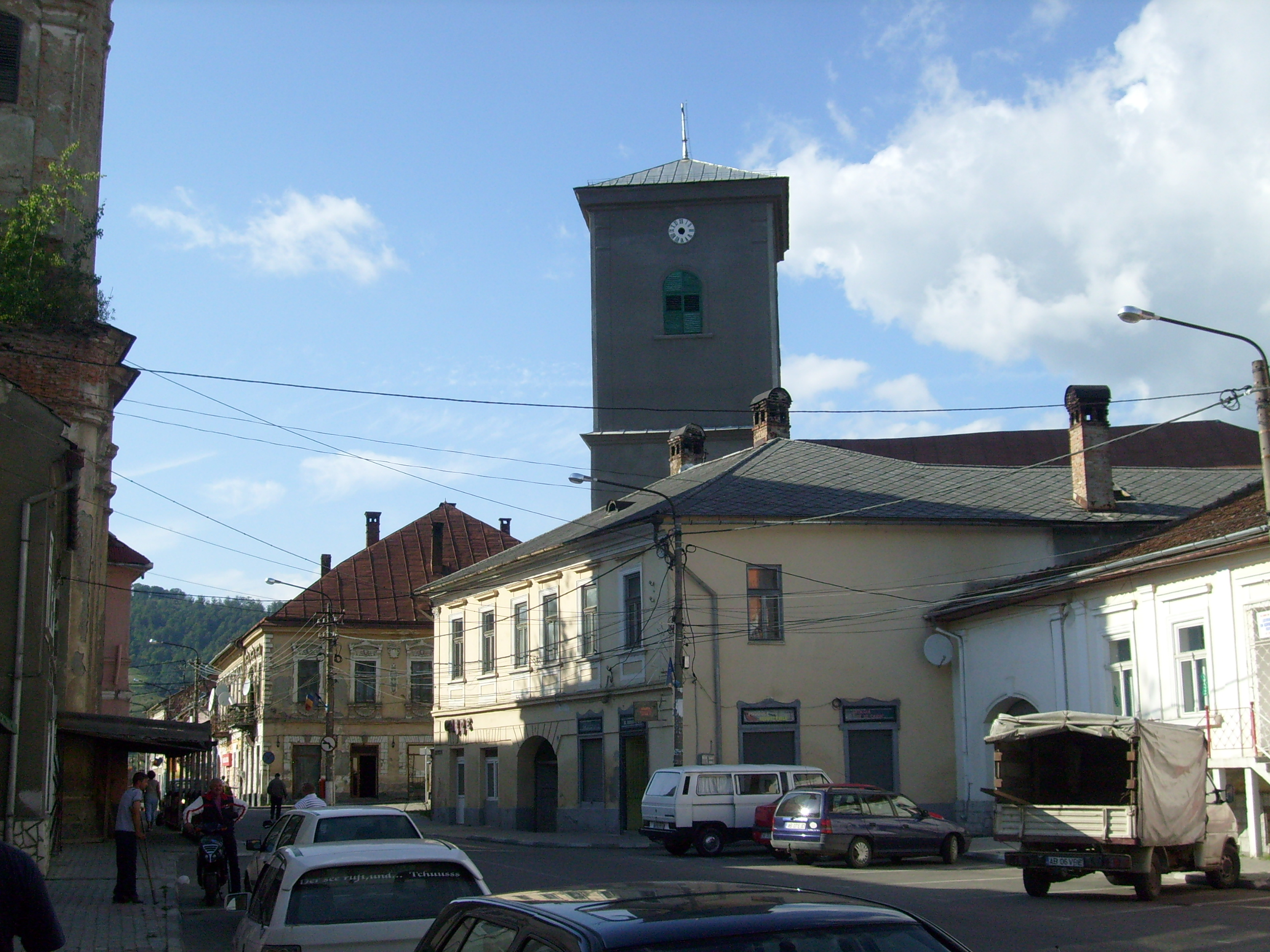
Biserica romano-catolică Sf. Nicolae
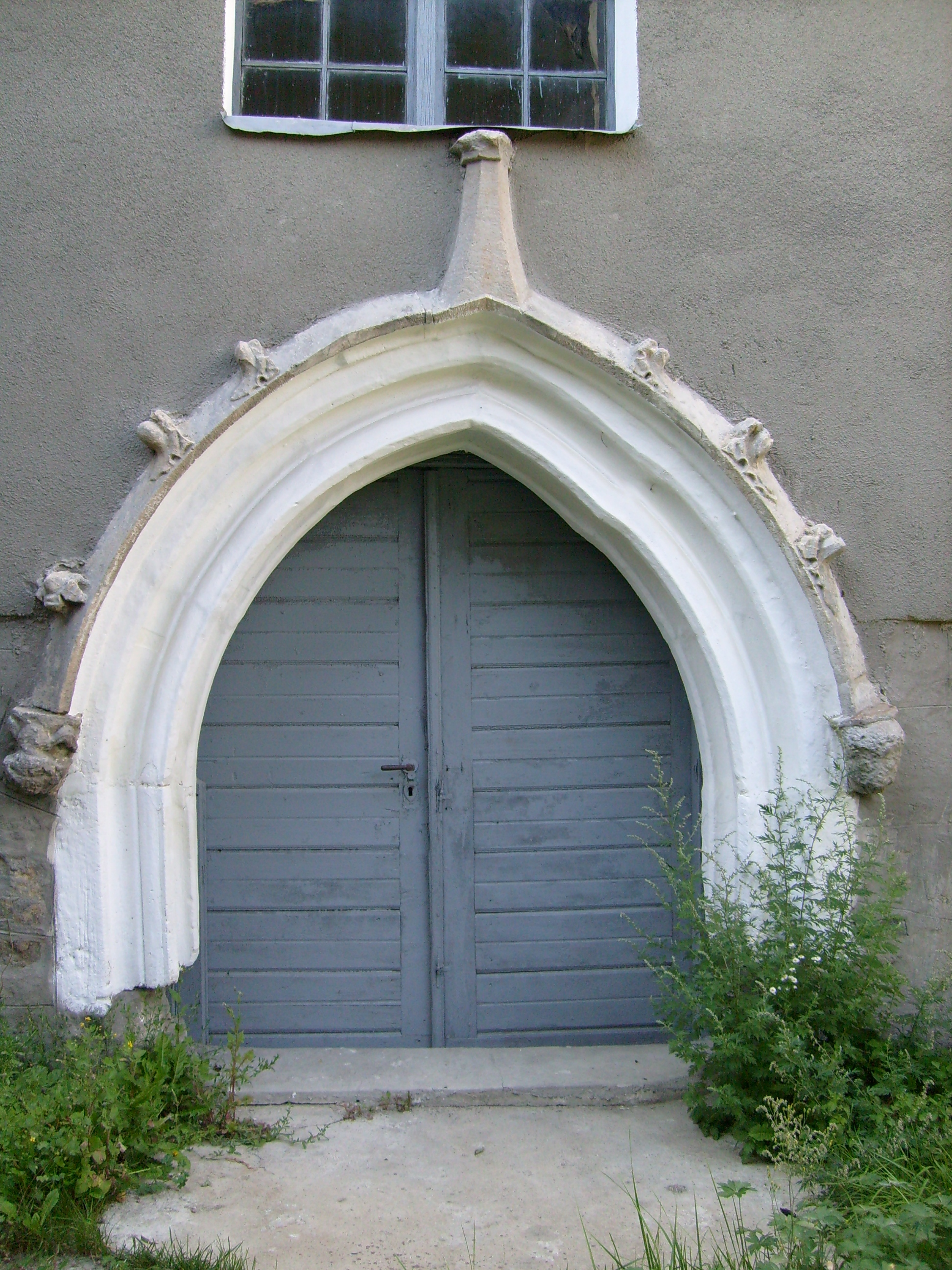
Portalul sudic al bisericii romano-catolice (sec. al XIII-lea)
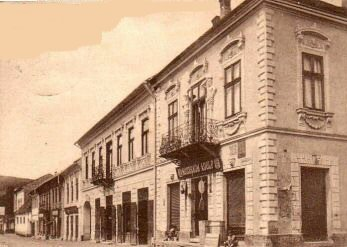
Imagine de epocă din oraș